# 타마모 크로스
타마모 크로스(일본어: 玉藻クロス, Tamamo Cross, 1984년 5월 23일 ~ 2003년 4월 10일)는 일본의 경주마, 종모마다.
1998년의 연도대표마, 최우수 5세이상 모마, 최우수 부내국내마였다. 1987년부터 88년까지 춘계 천황상, 타카라즈카 기념, 추계 천황상의 G1급 3연승을 포함한 8연승을 거두었다.
주전기수는 미나이 카츠미였다. 아버지는 시 비 크로스, 어머니는 그린 샤토. 엘리자베스 여왕배를 우승한 미야마 포피가 이부여동생이다.
“하안 번개(白い稲妻)”라고 불린 아버지 시 비 크로스의 별명을 이어받아 “하얀 번개”, 또는 “번개 2세”라고 불렸다.

## 경주 성적
| 날짜        | 경마장   | 경기명          | 등급 | 트랙       | 배당 (인기 순위) | 순위 | 시간   | 기수          | 우승마 (2위마) |
| ----------- | -------- | --------------- | ---- | ---------- | ---------------- | ---- | ------ | ------------- | -------------- |
| 1988.04.29. | 교토     | 춘계 천황상     | G1   | 잔디 3200m | 4.4 (1)          | 1    | 3:21.8 | 미나이 가쓰미 | (러닝 프리)    |
| 1988.06.12. | 한신     | 다카라즈카 기념 | G1   | 잔디 2200m | 3.0 (2)          | 1    | 2:13.2 | 미나이 가쓰미 | (닛포 테이오)  |
| 1988.10.30. | 도쿄     | 추계 천황상     | G1   | 잔디 2000m | 2.6 (2)          | 1    | 1:58.8 | 미나이 가쓰미 | (오구리 캡)    |
| 1988.12.25. | 나카야마 | 아리마 기념     | G1   | 잔디 2500m | 2.4 (1)          | 2    | 2:34.0 | 미나이 가쓰미 | 오구리 캡      |

## 창작물
- 타마모 크로스는 말인간 미소녀로 모에화되어 《우마무스메 프리티 더비》에도 등장한다.